# Корж Микола Панасович
Микола Панасович Корж (1921, село Паришків Київської губернії, тепер Баришівського району Київської області — ?) — український радянський і компартійний діяч, депутат Верховної Ради УРСР 7—8-го скликань. Кандидат у члени ЦК КПУ в 1971—1976 р. Член ЦК КПУ в 1976—1986 р. Депутат Верховної Ради СРСР 9—10-го скликань.

## Біографія
Народився в селянській родині. Закінчив Паришківську сільську школу.
У 1939—1946 роках — служив у Червоній армії: начальник радіостанції, командир радіовзводу 104-ї окремої роти зв'язку 264-ї штурмової авіаційної дивізії. Учасник німецько-радянської війни, воював на Північно-Західному, Калінінському, Воронезькому, 1-му Українському та 2-му Українському фронтах.
Член ВКП(б) з 1943 року.
У 1946—1947 роках — навчання в Київському державному університеті.
У 1947—1949 роках — 1-й секретар Баришівського районного комітету ЛКСМУ Київської області. У 1949—1950 роках — секретар Баришівського районного комітету КП(б)У Київської області.
У 1950—1952 роках навчався в Дніпропетровській дворічній партійній школі. Закінчив Уманський сільськогосподарський інститут імені Горького.
У 1952—1953 роках — 2-й секретар Жашківського районного комітету КПУ Київської області.
У 1953—1958 роках — голова виконавчого комітету Жашківської районної Ради депутатів трудящих; 1-й секретар Жашківського районного комітету КПУ Черкаської області.
У 1958—1961 роках — навчання у Вищій партійній школі при ЦК КПРС.
У квітні 1961—1962 роках — начальник Черкаського обласного управління заготівель. У квітні 1962 — лютому 1963 року — 1-й заступник начальника Черкаського обласного управління виробництва і заготівель сільськогосподарських продуктів.
У лютому 1963 — грудні 1964 року — заступник голови виконавчого комітету Черкаської сільської обласної Ради депутатів трудящих.
У грудні 1964 — квітні 1967 року — 1-й заступник голови виконавчого комітету Черкаської обласної Ради депутатів трудящих.
У квітні 1967 — вересні 1973 року — голова виконавчого комітету Черкаської обласної Ради депутатів трудящих.
15 серпня 1973 — 5 квітня 1979 року — 1-й секретар Волинського обласного комітету КПУ.
26 березня 1979 — 4 жовтня 1983 року — міністр радгоспів Української РСР.
З жовтня 1983 року — на пенсії. З 1984 по 1994 рік — голова Українського товариства мисливців і рибалок.

## Звання
- старшина

## Нагороди
- орден Леніна
- орден Жовтневої Революції (1971)
- орден Трудового Червоного Прапора
- орден Вітчизняної війни 2-го ст. (6.04.1985)
- орден Червоної Зірки (1945)
- Медаль «За відвагу»
- медаль «За перемогу над Німеччиною у Великій Вітчизняній війні 1941—1945 рр.»
- Медаль «За трудову доблесть»
- Почесна грамота Президії Верховної Ради Української РСР (4.08.1964)
- медалі